# Calyptranthes bartlettii
Calyptranthes bartlettii är en myrtenväxtart som beskrevs av Paul Carpenter Standley. Calyptranthes bartlettii ingår i släktet Calyptranthes och familjen myrtenväxter.
Artens utbredningsområde är Belize. Inga underarter finns listade i Catalogue of Life.